# Pierre Waechter
Pour les articles homonymes, voir Waechter.
Pierre Waechter est un footballeur français né le 11 janvier 1922 à Illkirch-Graffenstaden (Bas-Rhin) et mort le 7 septembre 1973 à Strasbourg. Il est attaquant.

## Biographie
Il commence sa carrière au Red Star Strasbourg.
De 1945 à 1952, il évolue au Racing Club de Strasbourg. Entre 1948 et 1952, il joue notamment 40 matchs en D1, marquant 7 buts.
Il retourne ensuite au Red Star Strasbourg pour y finir sa carrière.

## Carrière
- 1944-1945 :  Red Star Strasbourg
- 1945-1952 :  Racing Club de Strasbourg
- 1952-1953 :  Red Star Strasbourg[2]